# Ängsskäresläktet
Ängsskäresläktet (Serratula) är ett släkte i familjen korgblommiga växter.

## Dottertaxa till Ängsskäresläktet, i alfabetisk ordning[1]
- Serratula alata
- Serratula alatavica
- Serratula algida
- Serratula angulata
- Serratula aphyllopoda
- Serratula bachtiarica
- Serratula baetica
- Serratula centauroides
- Serratula chanetii
- Serratula chartacea
- Serratula chinensis
- Serratula corenata
- Serratula coriacea
- Serratula coronata
- Serratula cupuliformis
- Serratula dissecta
- Serratula dshungarica
- Serratula erucifolia
- Serratula forrestii
- Serratula gracillima
- Serratula hastifolia
- Serratula kirghisorum
- Serratula lancifolia
- Serratula latifolia
- Serratula lyratifolia
- Serratula marginata
- Serratula melacheila
- Serratula pallida
- Serratula polycephala
- Serratula procumbens
- Serratula rugulosa
- Serratula salsa
- Serratula scordium
- Serratula sogdiana
- Serratula strangulata
- Serratula suffruticosa
- Serratula suffulta
- Serratula tilesii
- Serratula tinctoria
- Serratula viciifolia

## Etymologi
Serratula är diminutiv av latin serratus = sågtandad. (Jämför serra = såg.) Benämningen med anledning av bladkanternas utseende.

## Bildgalleri

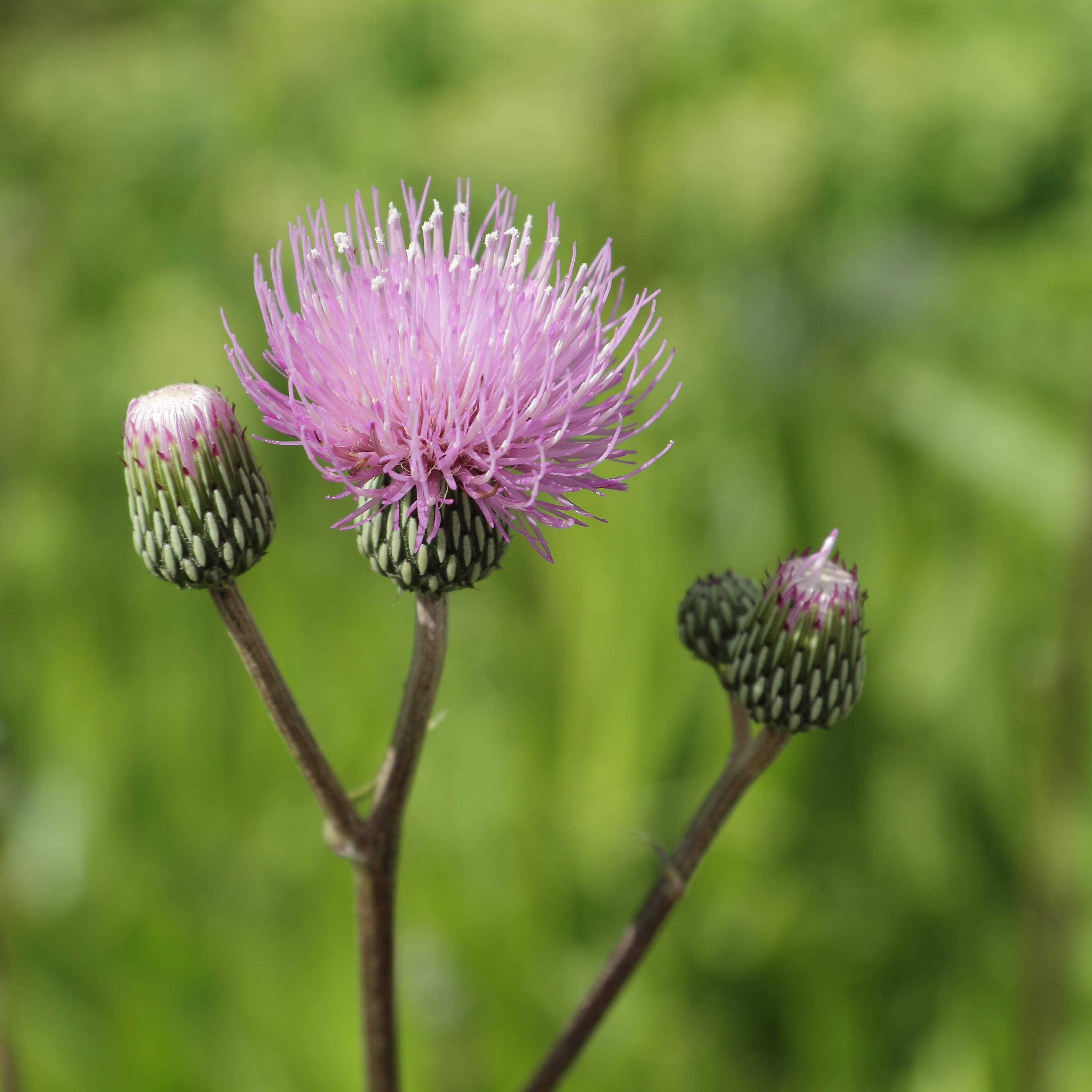
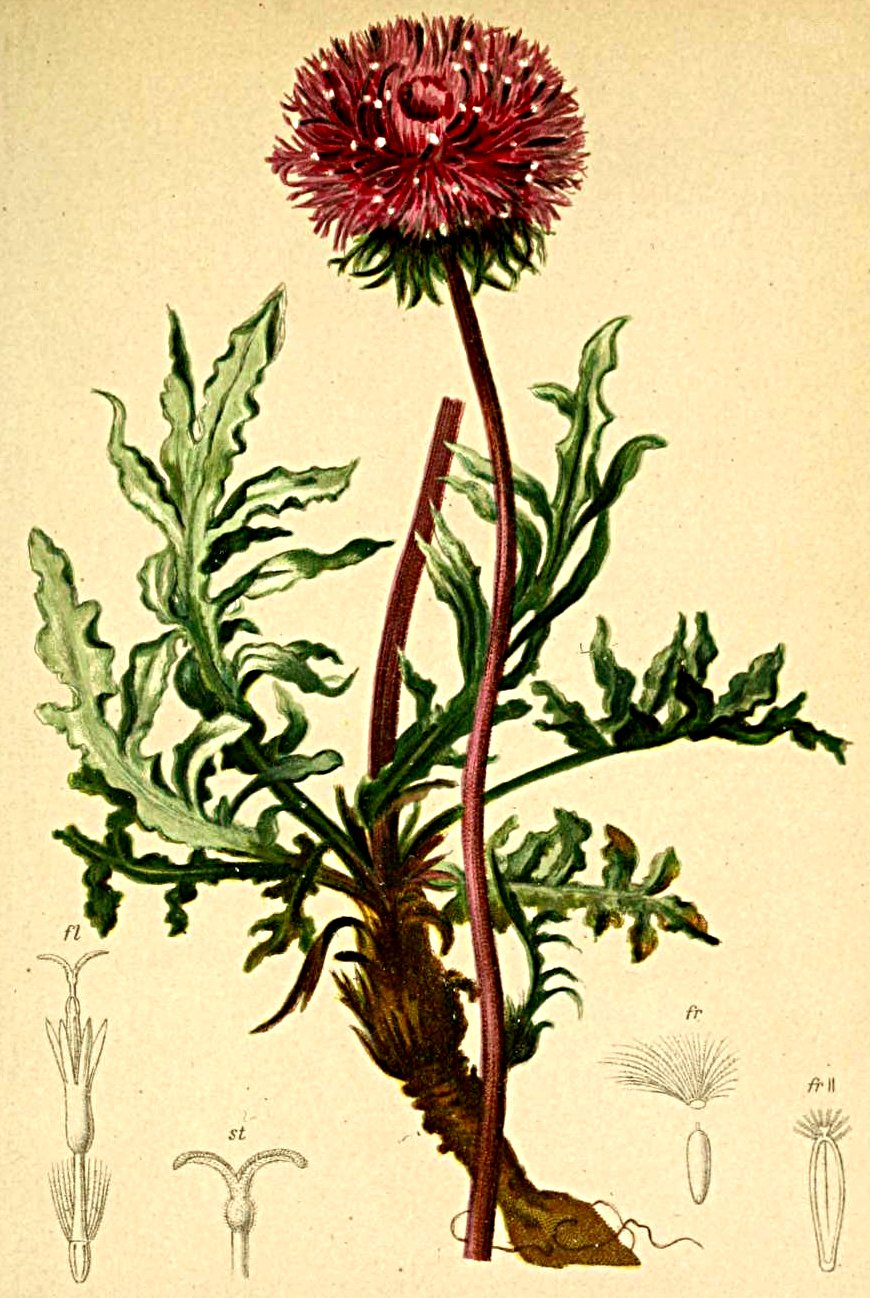
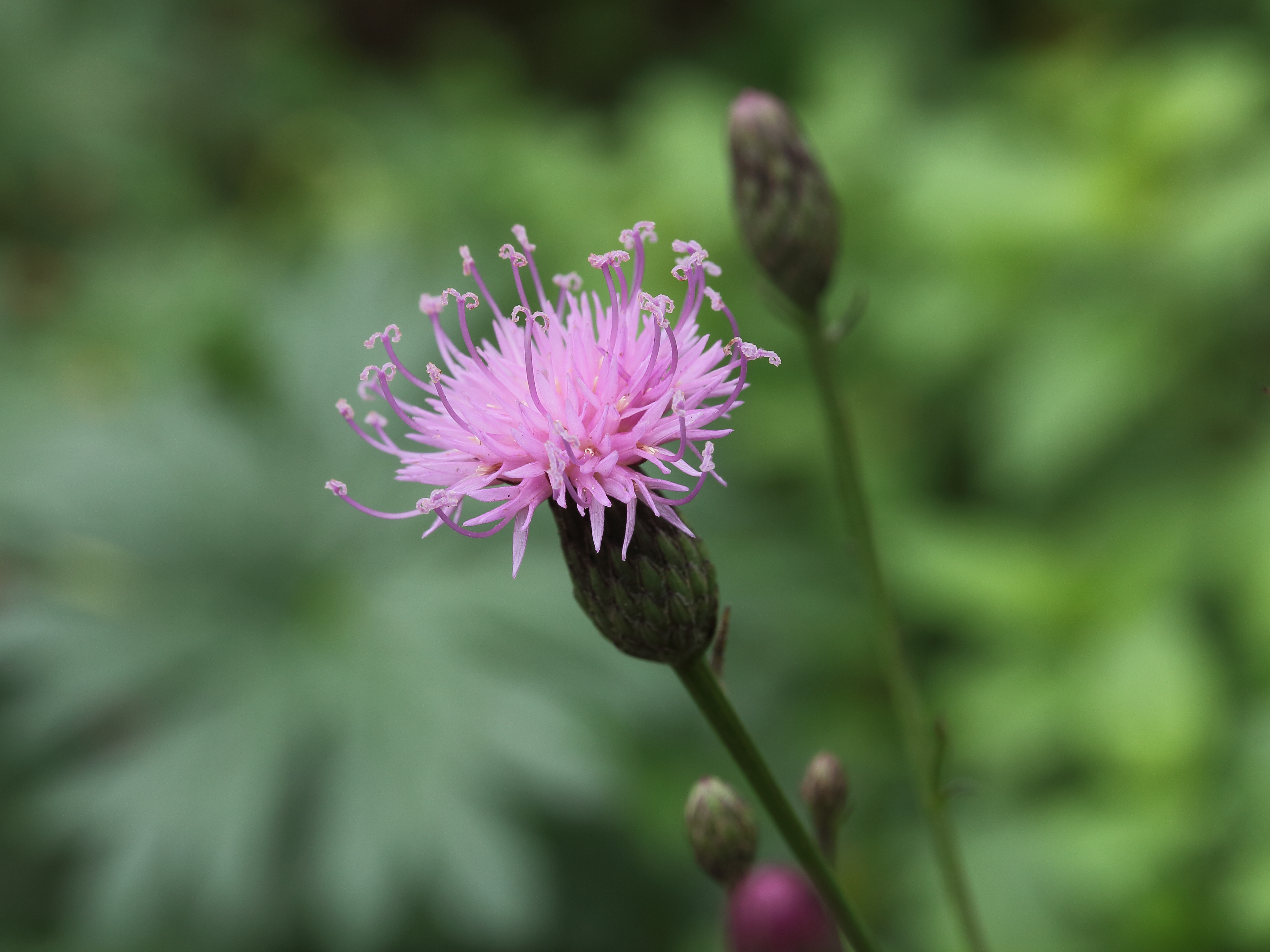
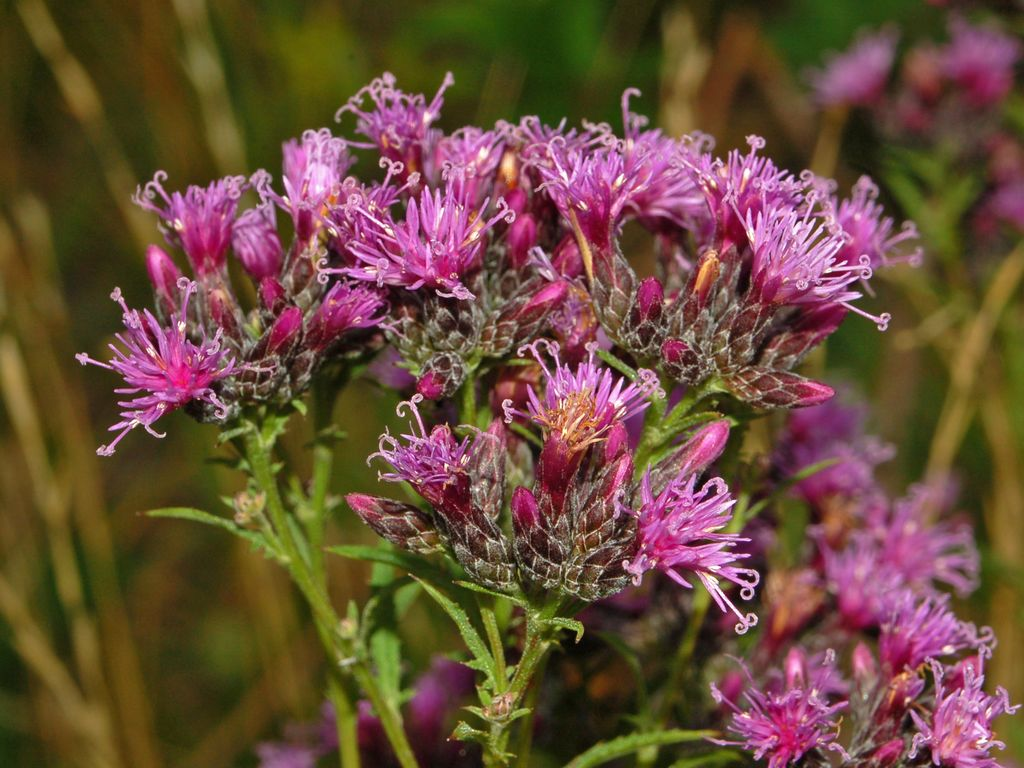
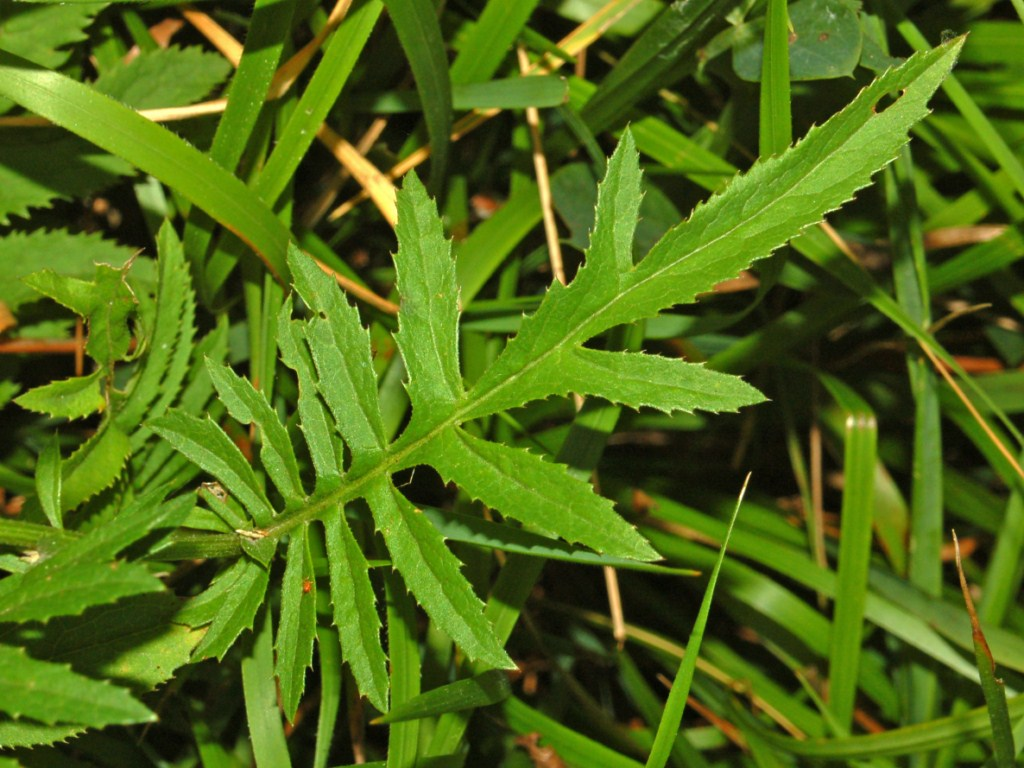
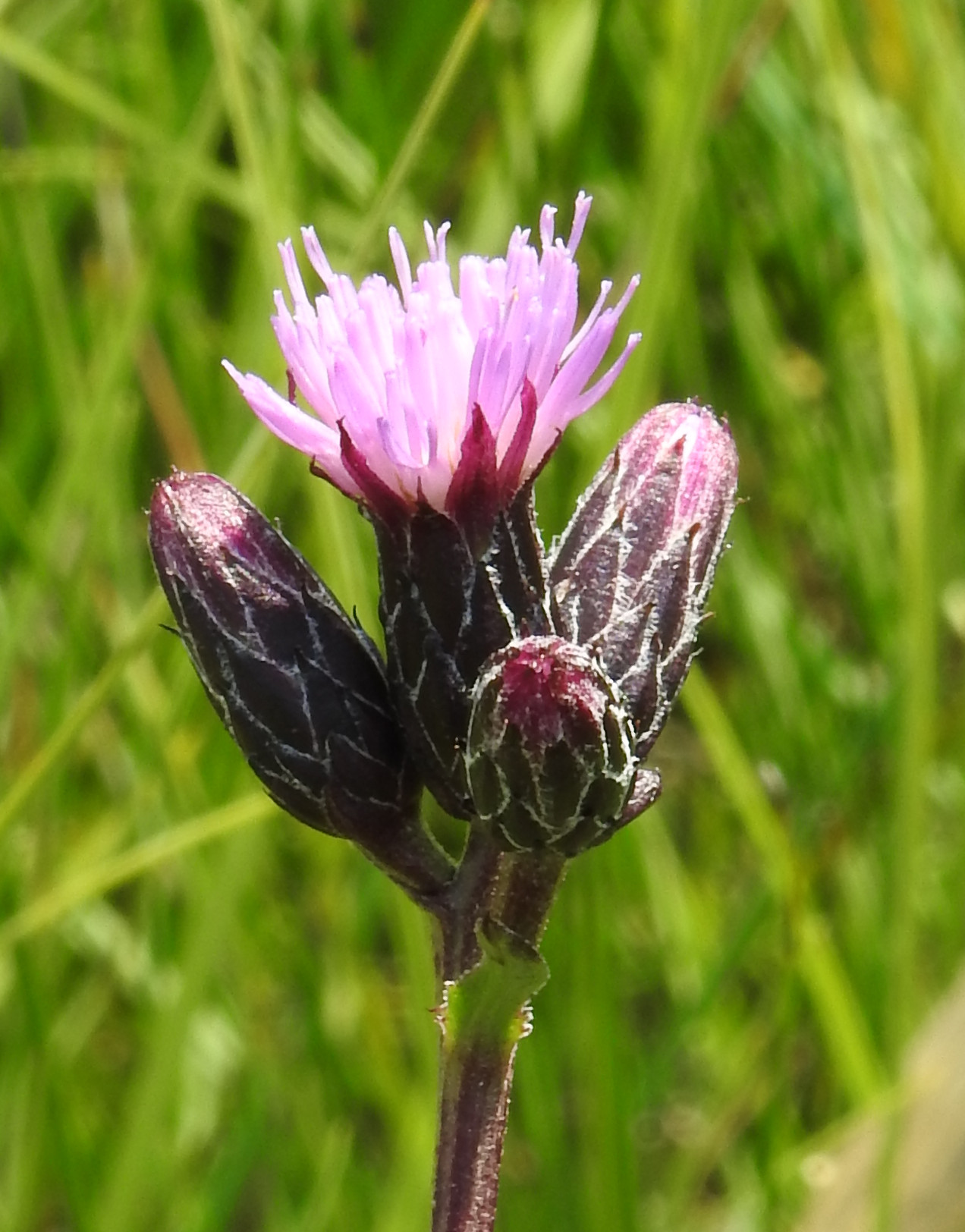